# Karhu
A Karhu egy finn sportszergyártó vállalat, mely főként futófelszerelések előállításával foglalkozik. Eredetileg Oy Urheilutarpeita névvel hozták létre 1916-ban, majd 1920-ban átnevezték és ekkor a "Karhu" (finn: „medve”) nevet kapta. A Karhu sportcipőket, pólókat és kabátokat készít, korábban sífelszereléseket is gyártott. 2008-ban a vállalatot eladták a Karhu Holding B.V. befektetői csoportnak.
A Karhu arról is ismert, hogy elsőként használta márkajelzésként a három csíkot, aminek a használatához való kizárólagos jogokat eladta a szintén ezt a jelzést használónémet Adidasnak 1952-ben.

## Története

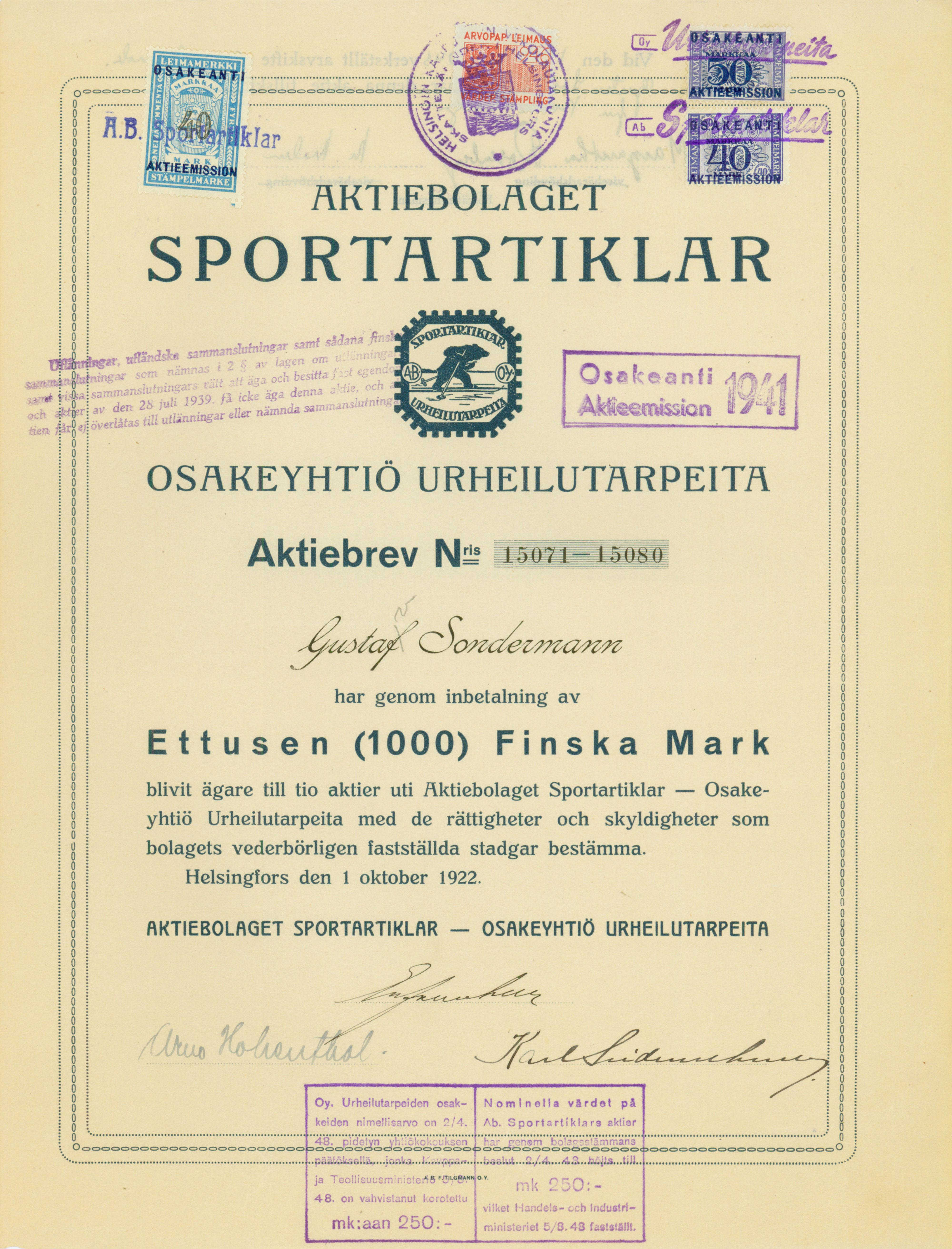
Az Oy Urheilutarpeita egy részvénye, 1922. október 1-én kibocsátva

A vállalatot 1916-ban alapították Helsinkiben Oy Urheilutarpeita névvel. 1920-ban nevezték át Karhura, és lett ekkor a logója a medve. A diszkoszok és a gerelyek mellett, amik a Karhu fő termékei voltak, gyártott még futócipőket és szegecses futócipőket is.
Az antwerpeni olimpián 1920-ban a Karhu sportfelszerelései kiválóan teljesítettek, mivel a cég gerelyeit használva a finn csapat mind a három érmet megszerezte gerelyhajításban (és még a negyedik helyezett is finn volt), a „repülő finnek” néven emlegetett futóik pedig öt aranyat szereztek a szegecses cipőikkel versenyezve. Négy évvel később, a párizsi olimpián Paavo Nurmi öt aranyérmet szerzett különböző futószámokban „gyanús fehér színű Karhu szegecses cipőket viselve”.
Az 1930-as években a Karhu sífutó és síugró felszerelések előállításába kezdett. A téli háború és a folytatólagos háború során, 1939-1945 között, a Karhu téli álcafelszereléseket, sátrakat és sífelszereléseket gyártott a finn hadsereg számára.
1952-ben a Karhu eladta a három csíkból álló márkajelzés használati jogát az ekkor még kevésbé ismert német Adidasnak egy (2007-es árfolyam szerinti) 1600 eurónak megfelelő összegért és két üveg whiskeyért – bár ez utóbbi tételek felajánlását a Karhu hivatalosan nem tudja megerősíteni. Az 1960-as évektől a cég az „M” betűből álló logót kezdte el használni helyette. A betű a finn „Mestari” szóra utal, ami mestert jelent magyarul, és ez mindmáig (2023) használatban van.
Az ezt követő években a Karhu innovációi közé tartozott a nejlon elsőként való használata a cipők elkészítéséhez, valamint a légpárnák használata a csillapításhoz, még jóval az evvel a technológiával híressé vált amerikai gyártó előtt.
Az 1960-as évektől fogtak hozzá a pesäpallóhoz, egy a baseballhoz hasonló sport kellékeinek gyártásához. 1966-ban a Karhu a nevét Oy Urheilu Karhu Sport Ab-ra változtatta. 1968-ban hozta ki a Trampas nevű cipőmodelljét két verzióban, az egyik edzőcipőként, a másikat alkalmi cipőként. A cipő nagy siker lett, amit a finn olimpiai csapat is viselt. Minden idők egyik legkiválóbb atlétikai edzőjének tartott új-zélandi Arthur Lydiard a „világ legjobb edzőcipőjének” nevezett. 1972-ben a vállalat ismét nevet váltott, ekkor lett Karhu-Titan, amivel a neves jégkorongozó-felszereléseire, a Titan ütőkre, a Koho védő- és kapusfelszerelésekre és a Jofa sisakokra utalt.
A jyväskylä-i egyetemmel való együttműködés és közös kutatás a Fulcrum technológia kifejlesztését eredményezte.1982-ben bocsátotta ki a cég az Albatross modellt, ami abban az időben az egyik legjobban eladott sportcipő volt. Két évvel később dobta piacra a Harlem Air kosárlabdacipőt. Az 1987-ben a Karhu megvásárolta az outdoor cipőkkel foglalkozó amerikai Merrellt, de a 80-as években a vállalat nehéz helyzetbe került és a Merrellt 1997-ben eladta a Wolverine World Wide-nak, a jégkorong divízióját pedig a The Hockey Company-nek a következő évben.
1997-ben a Karhu-Titan nevet Karhu Sporting Goods-ra cserélték. 2008-ban a Karhu Sporting Goods a Karhu márkanevet eladta a Karhu Holding B.V.-nek, egy Huub Valkenburg és Jay Duke vezette holland holdingnak.
A Karhu szerződést kötött az Olasz Paralimpiai Bizottsággal, aminek értelmében Rio de Janeiró-i olimpián 2016-ban a finn cég szerelte fel a sportolóit.

## Termékek

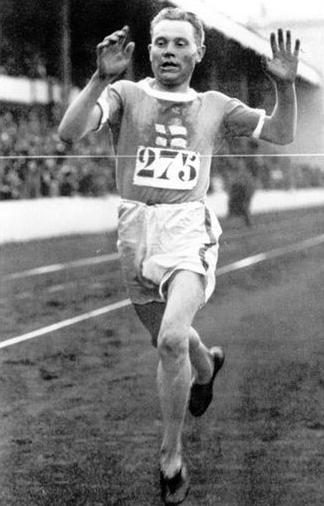
Paavo Nurmi az antwerpeni olimpián

### Cipők
A Karhu futócipőinek fő vonala a Fulcrum technológián (egyszerű emelő elvén) alapszik, amit az 1980-as évek óta a Jyväskylä-i Egyetemmel közösen fejlesztenek. A szériához számos férfi és női modell tartozik, különböző mértékben pronáló lábakra, edzésre, terepre, vagy versenypályára tervezve. A korai 2000-es években jelent meg az M-sorozat, ami nagy népszerűségnek örvendett, de a sorozat megszakadt, mikor külföldi befektetőknek adták el a Karhut 2008-ban. 2009-ben a Karhu Fulcrum Strong futócipőmodelljét a Runner’s World magazin 2009-ben az év legjobb új cipőjének (Best Debut) választotta.
A Karhu alkalmi cipőkből is kibocsátott egy szériát Karhu Originals névvel, melyeket a retro cipői ihlettek és amely 2005-ben Münchenben a Global Sports Style Awards-on a "Sneaker of the Year 2005" díjat nyerte el.

### Síelés
A Karhu síeléshez kapcsolódó termékeinek eladása jelentős mértékben visszaesett az ezredfordulót követő első két évtizedben amiatt, hogy a vállalat a Yoko és a Järvinen márkákat is ellátja termékeivel és az észak-karéliai Kiteeben a sífelszerelések gyártása a tizedére esett vissza, mind a hazai, mind a globális kereslet csökkenése miatt. A Karhu legjelentősebb exportpiacai Svédország, Japán, Észtország és Németország voltak. A Karhu sífelszerelések gyártását rövid időre bérbe adták és a Sporten (Cz, jelenleg Kästle Cz) készítette el ezeket 2013 és 2015 között, majd a licenszszerződést ismét megkötötték a Kitee Ski oy-jal (2012-ig Karhu Ski oy), aminek jelenlegi neve KSF Sport Oy, Finland.

## A márka ismert sportolói
A Karhu által készített sporteszközökkel jelentős sikereket elért sportolók közé tartozik Jonni Myyrä, Urho Peltonen, Pekka Johansson, Julius Saaristo, Paavo Nurmi, Olavi Suomalainen, Harri Kirvesniemi és Marja-Liisa Kirvesniemi, valamint a német ironman triatlonista Normann Stadler.

## Fordítás
- Ez a szócikk részben vagy egészben  a   Karhu című angol Wikipédia-szócikk ezen változatának fordításán alapul.  Az eredeti cikk szerkesztőit annak laptörténete sorolja fel. Ez a jelzés csupán a megfogalmazás eredetét és a szerzői jogokat jelzi, nem szolgál a cikkben szereplő információk forrásmegjelöléseként.

## Ajánlott olvasmány
- Hannu Teider. Karhun aika 90-vuotis juhlakirja 1916-2006 (finnish nyelven). Karhu (2006). ISBN 952-92-1206-2